# Antonio Busin
Antonio Busin (Thiene, 30 settembre 1908 – ...) è stato un calciatore italiano, di ruolo difensore.

## Carriera
Inizia la carriera nel Thiene, squadra della sua città d'origine, con cui gioca per un biennio in Prima Divisione, la terza serie italiana dell'epoca. Nel 1933 passa al Verona, con cui gioca tre campionati di Serie B, per un totale di 86 presenze ed 8 reti. Dopo una stagione nella serie cadetta alla Pro Vercelli, con cui realizza 4 reti in 23 presenze, fa ritorno al Verona, con cui gioca altre 9 partite in Serie B, segnando un gol. Nel 1938 torna al Thiene, con cui gioca per due anni nelle serie minori prima di chiudere la carriera.
In carriera ha totalizzato complessivamente 118 presenze e 12 reti in Serie B.